# Josef Moser (Zeitungsverleger)
Josef Moser (* 1. April 1918 als Josef Holbe in St. Gallen, Schweiz; † 8. April 1993 in Zirl, Tirol) war ein österreichischer Zeitungsverleger. 
Er war einer der  Mitgründer der Tiroler Tageszeitung und fungierte dort lange Jahre als Herausgeber und Chefredakteur. 
Nach der Kooperation mit dem Axel Springer Verlag im Jahr 1989 legte Moser nach und nach Geschäftsführung und Chefredaktion zurück. Er blieb aber Herausgeber der Zeitung und Aufsichtsratsvorsitzender der Moser Holding. Moser war Präsident des Verbandes Österreichischer Zeitungsherausgeber und Zeitungsverleger (V.Ö.Z.) und ein  Mitbegründer der Austria Presse Agentur (APA).
Im Impressum der Firmen, die nach ihm benannt sind, und im nicht-amtlichen Schriftverkehr findet sich auch die Namensvariante Joseph Stephan Moser.